# Mammea sessiliflora
Mammea sessiliflora là một loài thực vật có hoa trong họ Calophyllaceae. Loài này được (Poir.) Planch. & Triana mô tả khoa học đầu tiên năm 1861.